# Glossaire de la fontainerie
Au XIXe siècle, la fontainerie est le domaine de travail du fontainier, l'ouvrier qui établit ou qui a soin des fontaines, des pompes et des « eaux des tuyaux de conduite » et des ajutages, qui établit et qui entretient les lieux à l'anglaise - c'est-à-dire les sanitaires -, etc. Le métier de fontainier se faisait en étroite collaboration avec les pompiers - mécanicien spécialisé dans le fonctionnement des pompes - et le plombier, ouvrier spécialisé dans le travail du plomb. Des fontainiers assurent encore l'entretien et la restauration des installations anciennes.
Aujourd'hui, le métier de fontainier s'apparente à un agent d'exploitation, de distribution ou à un ouvrier d'entretien du réseau d'eau potable et du réseau d'assainissement. Les installations domestiques sont du domaine du plombier.
- Haut – A
- B
- C
- D
- E
- F
- G
- H
- I
- J
- K
- L
- M
- N
- O
- P
- Q
- R
- S
- T
- U
- V
- W
- X
- Y
- Z

## A
- Aboutir - Anciennement, raccorder un gros tuyau avec un petit au moyen d'un collet ou tambour de plomb plus petit d'un bout que de l'autre; c'est aussi rabattre intérieurement l'extrémité d'un tuyau de manière qu'il retienne l'eau[F 1].
- Adouber - Anciennement, boucher les trous d'une conduite, rétablir une machine hydraulique telle qu'une pompe[F 1].
- Airain - Terme vieilli pour désigner un alliage de cuivre. Anciennement, métal rouge connu sous le nom de cuivre rouge, que l'on mélange avec la calamine pour faire le cuivre jaune (le laiton), et avec l'étain pour faire le bronze ou la fonte[F 1].
- Ajoutoir ou Ajutage - Anciennement, pièce de cuivre conique ou cylindrique, que l'on visse sur un écrou soudé au bout d'une souche de tuyau pour former et conduire différents jets d'eau[F 1].
- Emboutir - Anciennement, bomber un morceau de plomb et le rendre convexe d'un côté et concave de l'autre[F 1].
- Arcot - Anciennement, excrément de cuivré avec lequel on fait le potin, par son alliage avec le plomb[F 1].
- Armature - Anciennement, le châssis en fer, le balancier et la tringle ou verge de piston d'une pompe[F 1].
- Armature - Anciennement, mécanisme en cuivre servant à fermer l'orifice d'une cuvette de garde-robe[1], qui est composé d'un piston et de sa bonde, d'une traverse à trois branches et son coulisseau, d'une poignée et sa rosette[F 1].
- Attelés - Voir Moufflettes[F 1].
- Aviver - Anciennement, gratter le bout d'un tuyau de plomb ou ses rives, et le blanchir avec de l'étain avant d'y taire une soudure[F 2].

## B
- Balancier - Anciennement, tringle de fer faisant partie d'une armature de pompe, que l'on fait mouvoir pour faire monter l'eau, et à l'extrémité de laquelle est fixée la tringle du piston[F 2].
- Barillet - Anciennement, partie de tuyau en cuivre dans laquelle monte et descend le piston d'une pompe[F 2] - Voir corps de pompe
- Batiture - Anciennement, écaille qui sort du cuivre rouge[F 2].
- Bâtonnée - Anciennement, se dit de la quantité d'eau qu'élève une pompe à chaque coup de piston[F 2].
- Batte plate - Anciennement, morceau de bois en demi-cylindre, portant un manche, et qui sert à dresser les tables de plomb lorsqu'on les pose[F 2].
- Bitord - Anciennement, menue corde à deux fils, servant à garnir des pistons pour les machines hydrauliques[F 2].
- Boisseau - Anciennement, partie du milieu d'un robinet dans laquelle tourne la clef qui retient ou laisse échapper l'eau[F 2].
- Boîte de raccordement - Anciennement, pièce de cuivre faite en deux parties, se montant à vis et servant à réunir deux tuyau de cuir propres aux pompes à incendies ou à l'arrosement des jardins[F 2].
- Bomber - Anciennement, action de rouler une table de plomb pour en former un tuyau[F 2].
- Bonde - Anciennement, pièce de cuivre fondue en forme de boisseau avec rebord pour être soudée sur la faïence, dans lequel boisseau entre le tampon ou piston d'une cuvette de garde-robe[1]; Bonde de fond ou bonde de trop plein - Bonde en cuivre qui sert à vider la totalité de l'eau ou le trop plein seulement d'un réservoir - Elle est composée d'un bout de tuyau soudé au fond du réservoir, dans lequel entre la bonde qui est un autre tube où passent les eaux du trop plein, et sur lequel est soudé un tuyau de plomb servant à lever cette bonde ainsi qu'à donner passage aux eaux par son extrémité supérieure[F 2].
- Borne-fontaine
- Boudin - Anciennement, boue qui sort d'un tuyau qu'on dégorge par le secours du siphon ou de la sonde[F 3].
- Boulon ou Mandrin - Anciennement, cylindre de fer ou de cuivre qui sert de noyau pour faire les tuyaux de plomb sans soudure: il est de toute la longueur du moule - De ce morceau de fer dont les tuyaux qu'on fond reçoivent leur diamètre: il y en a de plus ou de moins gros, selon la grosseur du moule[F 3].
- Bourseau rond - Anciennement, morceau de bois plat d'un côté et arrondi de l'autre, dont on se sert pour battre et arrondir les tables de plomb pour faire des tuyaux sur les tondins ou rondins[F 3].
- Branches - Anciennement, plusieurs tuyaux joints par des nœuds de soudure[F 3].
- Braser - Anciennement, souder un tuyau de plomb avec du cuivre, opération difficile et peu en usage[F 3].
- Bride - Anciennement, deux plaques de fer carrées, évidées en rond dans le milieu, et portant un trou à chaque angle, servant à joindre deux longueurs de tuyau de plomb d'un grand diamètre, qui ne peuvent être réunis par le moyen de la soudure - Ces brides sont jointes par quatre vis à écrous qui donnent le degré de pression nécessaire au rebord du tuyau qui est rabattu sur chaque bride; Bride de raccordement - Pièce de cuivre ou de fer plat de forme ovale, arrondie des bouts avec deux trous pour le passage des vis, et évidée au milieu du diamètre du tuyau qui doit y être rabattu, servant à raccorder ou à réunir deux tuyaux d'aspiration - Ces brides sont toujours par paire; Bride - Nom d'un bourrelet ou rebord saillant à l'extrémité d'un corps de pompe, percé de trous pour le passage des vis qui servent à fixer le porte-clapet au corps de pompe; Bride - Les rebords saillants aux deux extrémités des tuyaux de conduite en fonte à travers desquels passent les vis pour les joindre; Bride - Petite bande de cuivre courbe, percée des deux bouts, et fixée avec deux vis sur les deux oreilles d'un robinet de garde-robe[1], pour servir d'arrêt à la clef; On nomme aussi brides deux espèces d'équerre à double coude, qui se rapportent sur le boisseau du même robinet; Brides - Nom de deux espèces de pattes observées dans la fonte du corps d'un robinet flotteur, pour le fixer en place avec des[F 4].

## C
- Calamine - Boue minérale à forte concentration d'oxyde de zinc servant autrefois à fabriquer l'alliage métallique appelé laiton en le mélangeant au cuivre et qui, à cause de sa couleur jaune fut autrefois appelé cuivre jaune pour le distinguer du cuivre qui est un métal pur de couleur rouge[F 4].
- Calotin ou calotte d'aspiration - Anciennement, pièce de cuivre circulaire qui est large du bas et va en diminuant par le haut, au bas de laquelle est renfermé un clapet, et que l'on place entre le corps de pompe et la superficie de l'eau - Elle sert à diviser l'ascension de l'eau en deux temps, afin de diminuer son poids dans l'action de l'aspiration[F 4].
- Cannelure - Anciennement, petite gouttière que l'on fait avec le rabot sur la longueur d'un tuyau que l'on veut souder en étain - Cette manière de souder se nomme physiquer[F 4].
- Canon de Propreté ou Jet - Anciennement, petit tube en cuivre adapté à une clef de robinet de garde-robe[1], par lequel sort de l'eau à volonté, en tournant cette clef au moyen d'une tige montée dessus et d'une poignée ou tourniquet[F 4].

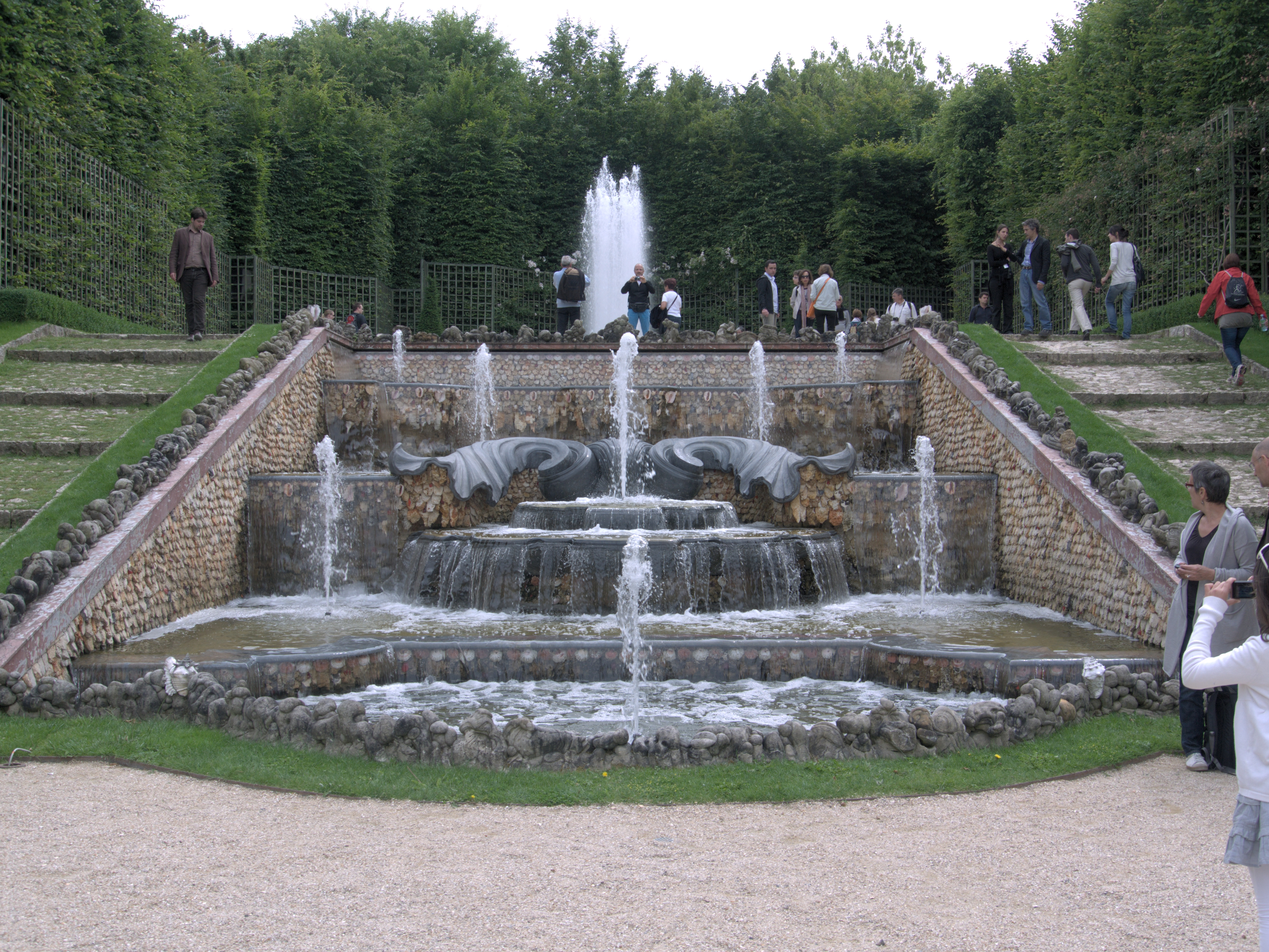
Bosquet des Trois-Fontaines - Jardin de Versailles - Cascade

- Cascade - Construction faite par redans ou gradins sur lesquels on conduit, par le moyen de plusieurs tuyaux, une chute d'eau qui en tombant se divise[F 4].
- Cassures - Anciennement, fentes qui se forment dans les chéneaux ou sur d'autres tables de plomb, par l'effet de la gelée ou par d'autres causes, et que l'on bouche avec de la soudure[F 4].
- Chapes - Anciennement, deux poignées ou tenons qui servent à fermer ou ouvrir le moule dans lequel on fond les tuyaux[F 4].
- Charnière - Anciennement, pièce qui joint une partie du moule à tuyau avec l'autre: cette charnière fait que les deux parties peuvent se replier l'une sur l'autre et tourner sur leur centre[F 4].
- Chevalet - Anciennement, outil qui sert à supporter les tuyaux que l'on soude[F 5].
- Ciseau - Anciennement, il sert à gratter le plomb pour enlever les premières écaillures, afin de donner moins d'épaisseur aux nœuds et que la soudure prenne mieux[F 5].
- Clapet - Anciennement, espèce de valvule composée de cuir, montée à charnière sur un châssis de même matière, qui lève par l'aspiration de l'air et baisse par son propre poids et celui de l'eau - On fait usage de clapets dans le piston au bas du corps de pompe, et dans la calotte d'aspiration - Ils servent à boucher l'orifice des tuyaux ou du piston, lorsque l'eau est montée[F 5].
- Clavette - Anciennement, espèce de clou que l'on met dans les chapes du moule à couler les tuyaux, pour le fermer plus solidement - Petit morceau de fer mince, plus large d'un bout que de l'autre, ployé en double, que l'on passe dans un œil pratiqué au bout d'un boulon ou d'une clef de robinet[F 5].
- Clef - Anciennement, manivelle de fer servant à ouvrir et fermer les robinets des regards - partie mobile qui tourne à volonté dans le boisseau d'un robinet de garde-robe[1], de baignoire, de conduite, au travers de laquelle est faite une ou deux ouvertures pour le passage d'une ou de plusieurs eaux, les clefs, selon les robinets, se tournent, pour les ouvrir, à la main ou avec une seconde clef en fer - Elles sont surmontées d'une tige droite ou courbée, ou d'une poignée en forme de béquille: telles sont celles des robinets de conduites[F 5].
- Collet - Anciennement, bout de tuyau de plomb, plus grand à une de ses extrémités qu'à l'autre, qui sert à joindre un gros tuyau à un petit - Extrémité d'un tuyau qui est rabattue sur une bride de raccordement, sur une pierre d'évier, ou qui l'est pour pouvoir être joint à un autre tuyau - Soudure employée pour joindre deux tuyaux, ou bien celte même soudure ou du mastic employé au pourtour de l'orifice d'un tuyau placé au fond d'un réservoir, d'une auge, ou sur une pierre d'évier: On dit faire un collet de soudure, un collet de mastic[F 5].
- Collier - Anciennement, partie comprise entre deux bourrelets qui sont sur le corps d'une pompe - cercle en fer plat, brisé en deux au moyen d'une charnière, monté sur une tige à scellement, et qui embrasse et fixe en place un corps de pompe, un tuyau d'aspiration, de rejet, de conduite, etc.[F 6].
- Colonne d'eau - Anciennement, eau montante dans un tuyau de pompe[F 6].
- conduite - Suite de tuyaux conduisant l'eau d'un lien à un autre, comme d'un réservoir à un jet d'eau; elles sont, ou de fer, ou de plomb, ou de bois, ou de grès[F 6].
- Conserve - Anciennement, Réservoir où l'on garde l'eau pour la distribuer dans des aqueducs ou canaux[F 5].
- Coquille - Anciennement, grand vase de plomb qui est fait en forme de coquille[F 6].
- corps - Anciennement, partie d'une pompe dans laquelle le piston est placé[F 6].
- Côtières - Anciennement, les deux parties du moule que l'on sépare pour en ôter le tuyau[F 6].
  - Coulisseau - Anciennement, espèce de douille carrée en cuivre montée à vis sur une traverse, et dans laquelle passe la tige du piston pour une cuvette de garde-robe[1],[F 6].
- Crapaudine - Anciennement, morceau de plomb circulaire, concave ou convexe, percé de plusieurs trous, qu'on met à l'orifice d'un tuyau dans un chéneau, sur une pierre d'évier, dans une cuvette, afin que les ordures ne passent pas dans les tuyaux de descente, et ne les engorgent pas; Crapaudine ou Soupape - Pièce mouvante placée à l'orifice d'un tuyau de décharge au fond d'un bassin ou d'un réservoir: elle est faite de deux parties; l'une cylindrique creuse qui est soudée au tuyau et qu'on appelle la femelle; l'autre cylindrique solide qu'on appelle le mâle, et qu'on lève par le moyen d'une vis à l'extrémité de laquelle elle est attachée.'[F 6].
- Crémaillère - Anciennement, barre de fer dentelée qui tient au cric et au boulon du moule à tuyaux, par le moyen de laquelle on sort ce boulon du moule quand le tuyau est fondu[F 6].
- Crevasse - Anciennement, fente qui se fait sur la longueur d'une conduite en plomb, occasionnée souvent par la trop grande pression de l'eau[F 7].
- Cric - Anciennement, rouage composé d'une roue et d'une lanterne, et enfermé dans une boîte de fer, par le moyen duquel on tire le boulon ou noyau des moules à tuyaux[F 7].
- Crochet - Anciennement, petite tringle de fer portant un anneau d'un bout et courbée de l'autre, servant à lever un Piston de garde-robe[F 7].
- Cuivre - Métal malléable de couleur rouge. On le nommait autrefois cuivre rouge ou rosette par opposition au laiton, un alliage de cuivre et de zinc qui, à cause de sa couleur jaune, était improprement nommé cuivre jaune - laiton[F 7].
- Cuvette - Anciennement, pièce de faïence posée sous le dessus d'un siège de commodités, et qui reçoit les matières et l'eau du robinet; Cuvette de jauge pour les concessions - Cuvette qui lient à un réservoir: on la fait en plomb soudé, ou en cuivre[F 7].
- Cylindre - Moule à tuyau.

## D
- Déboîter - Anciennement, séparer une partie de tuyau de bois, de grès, de plomb ou de fonte, d'une autre[F 7].
- Décharge - Anciennement, donner aux eaux que contient un tuyau, une issue en dehors, en interrompant leur cours ordinaire: cela se fait par le moyen d'un robinet qu'on pose sur ce tuyau, et qui peut s'ouvrir et se fermer à volonté; Décharge de superficie - tuyau scellé ou soudé au bord d'un bassin ou d'un réservoir pour l'écoulement des eaux qui, sans cela, passeraient par-dessus les bords - On l'appelle aussi trop-plein; Décharge de fond - Tuyau ajusté au fond d'un bassin ou d'un réservoir, et dont l'ouverture est bouchée d'une soupape, ou la conduite interrompue par un robinet que l'on ouvre pour vider entièrement le bassin ou le réservoir; Décharge d'eau - Bassin ou canal qui reçoit le trop-plein des eaux de toutes les fontaines, cascades et jets d'eau[F 8].
- Dégorger - Anciennement, Nettoyer avec une sonde, les tuyaux de conduite, de descente et autres, des ordures et sédiments qui y pénètrent et s'y déposant[F 8].
- Dégraisser - Anciennement, Séparer la soudure des parties de plomb où elle est adhérente, ce qui se fait par plusieurs procédés[F 8].
- Dégraver - Anciennement, ôter le sédiment formé dans un tuyau de conduite[F 8].
- Douille - Anciennement, extrémité du boisseau d'un robinet que l'on soude sur un tuyau de conduite en plomb[F 8].

## E
- Eau forcée - Anciennement, eau qui, passant par une conduite, y est chassée avec force; cette eau est plus ou moins forcée, selon que la superficie dans le réservoir de départ est plus ou moins élevée au-dessus de l'orifice du tuyau[F 8].
- Écailler - Anciennement, nettoyer le plomb avec un ciseau ou une gouge, pour le mettre en état de recevoir la soudure[F 8].
- Emboîter les tuyaux - Les faire entrer l'un dans l'autre - Anciennement, cette opération suffît pour ceux qui sont posés perpendiculairement; mais pour ceux posés horizontalement, on les joint par des nœuds de soudure ou avec des brides en fer[F 8].
- Embranchement, c'est l'union de plusieurs tuyaux par des nœuds de soudure - Cela se pratique quand on veut qu'une même eau serve tour-à-tour à plusieurs choses différentes; par exemple, à une fontaine et à un jet d'eau, par le moyen d'un robinet piqué sur chaque tuyau, ou d'un robinet à plusieurs eaux; Embrancher - Action de joindre un petit tuyau sur une conduite ou gros tuyau de plomb[F 8].
- Emporte-pièce - Anciennement, outil fait en croissant et taillant, qui sert à percer les trous des crapaudines, des cuvettes, des ajoutoirs en plomb, etc.[F 8].
- Épingle - Anciennement, gouttes de soudure qui outre percent le tuyau que l'on soude[F 9].
- Équerre - Anciennement, coudes qu'on est obligé de faire aux conduites d'eau[F 9].
- Étain - Métal blanc comme l'argent, flexible et mou, qui fait une espèce de cri quand on le plie - Anciennement, le plus léger de tous les métaux; le plus beau est celui d'Angleterre, connu sous les noms de Cornouailles, à la rose, à chapeau ou étain fin; On en distingue encore de quatre autres sortes plus communes, qui sont; l'étain à baguette, l'étain de broc, l'étain de plat et l'étain de couvert ou de vaisselle, ce dernier est le plus commun de tous; Étamer - mettre de l'étain chaud sur la jointure d'un tuyau avant que de verser la soudure pour le souder ou le physiquer[F 9].
- Évents ou ventouses - Anciennement, ouvertures faites aux moules des tuyaux pour laisser échapper l'air quand on y verse le métal fondu[F 9].

## F
- Faute - Anciennement, crevasse qui s'est faite sur un tuyau de conduite en plomb[F 9].
- Fer à souder - Anciennement, il y en a de deux sortes: l'un à la tête en forme d'œuf de poule, et est pour les tuyaux roulés; l'autre est en cul de poire, et sert pour les réservoirs, parce qu'il laisse plus de soudure dans les angles - Les uns et les autres s'appliquent étant chauds sur la soudure, après les avoir frottés avec de la poix-résine, afin qu'ils ne s'étament pas - Ils servent à étendre, à allier et unir la soudure[F 9].

Chasse d'eau, (1) - flotteur

- Flotteur - Dans chasse d'eau gravitaire, la partie qui assure l'ouverture et la fermeture du robinet par flottaison. Anciennement, il s'agissait d'une tringle en fer ayant d'un bout un œil carré, et de l'autre une boule en cuivre mince et que l'on ajoute à la clef d'un robinet, pour faire ouvrir ou fermer ce robinet par le secours seul de l'eau du réservoir au-dessus duquel il est suspendu[F 9].
- Fontainier - Anciennement, ouvrier qui établit ou qui a soin des fontaines et des eaux des tuyaux de conduite et des ajutages, qui établit et qui entretient les lieux à l'anglaise, etc.[F 9].
- Fourreau - Anciennement, tuyau de cuivre rouge que l'on rapporte au haut d'un corps de pompe, pour y faire suite et servir de réservoir à l'eau montante[F 10].
- Frette - Anciennement, cercle en fer ou en cuivre que l'on rapporte à entaille haut et bas d'un piston, ou par le haut d'un corps de pompe en bois, pour éviter qu'ils ne se fendent[F 10].

## G
- Garde-robe à l'anglaise - Anciennement, cuvette de faïence ovale, que l'on place sous le dessus d'un siège de commodités fermant par une trappe, laquelle cuvette à une ouverture à son extrémité pour la vidange des matières, qui est fermée par un piston pour les contenir et afin d'empêcher la communication de l'air méphitique de la fosse; cette cuvette est lavée par l'eau d'un robinet qui arrive dedans à volonté; Garde-robe demi-anglaise - Pot de faïence de forme conique, placé de même sous un siège, et dont l'ouverture à l'extrémité du bas est fermée par un piston qu'on lève avec un crochet; cette garde-robe diffère encore de la précédente, en ce qu'elle n'a pas de robinet[F 10].
- Gargouille - Trou orné d'un mascaron par lequel l'eau sort d'une fontaine ou d'une cascade[F 10].
- Garniture - Anciennement, la garniture d'un piston de pompe aspirante consiste; savoir: en un clapet, en deux frettes de cuivre ou de fer que l'on rapporte haut et bas et en un morceau de cuir qui enveloppe le piston pour rendre son frottement plus doux; Garniture de pompe - Consiste en deux ou trois ronds de cuir de cinq à six pouces de diamètre, que l'on rapporte entre la tête de la pompe à cylindre et la bride qui s'y rapporte, afin que l'eau dans son ascension ne sorte pas par cet endroit - La garniture du suffinboc consiste en chanvre et graisse que l'on rapporte dans cette boîte qui se démonte à vis, et celle d'un piston en cuir[F 10].
- Gerbe - Anciennement, faisceau de plusieurs jets d'eau, qui, tous ensemble, forment une girande de peu de hauteur[F 10].
- Girande - Anciennement, amas de tuyaux dont l'eau jaillit.
- Grattoir - Anciennement, instrument de fer trempé et taillant, fait en forme de triangle avec un manche - Il sert à aviver le plomb aux endroits où l'on veut poser la soudure: il y en a de plusieurs sortes qui servent tous au même usage[F 11].
- Guide - Anciennement, armature à trois branches sur laquelle est monté le coulisseau du piston pour une cuvette de garde-robe[1],[F 11].

## H
- Heurt - Anciennement, partie d'une conduite qui est plus élevée qu'elle ne devrait être relativement à son niveau de pente[F 11].
- Hydraulique - Anciennement, science qui enseigne à mesurer, à diriger et à élever les eaux[F 11].

## J
- Jauge - Anciennement, morceau de cuivre jaune rond, sur lequel sont tracées des marques en lignes et en pouces, qui servent à connaître la quantité d'eau contenue dans un réservoir - Aussi une cuvette en cuivre ou en plomb, divisée en plusieurs compartiments qui ont chacun un bout de tuyau dont l'orifice est du diamètre de la jauge ou quantité d'eau que l'on veut donner, ou que l'on désire connaître; Jauger - Vérifier la quantité d'eau sortie d'un réservoir ou d'une source dans un espace de temps limité, ce qui s'opère ou par la jauge, ou par la dimension de l'orifice du tuyau de conduite, ou par la mesure de l'eau sortie dans l'espace d'une minute ou plus[F 11].
- Jet - Anciennement, espèce d'entonnoir par lequel on verse le plomb en fusion dans le moule propre à faire les tuyaux[F 11].
  - Jet - Voir Canon de propreté
- Jet d'eau - Anciennement, à l'extrémité d'une conduite l'ajoutoir en cuivre qui est d'un plus petit diamètre que le tuyau, pour que l'eau en sortant, forme le jet[F 11].

## L
- Laiton - Anciennement, alliage métallique de couleur jaune, composé de cuivre ou rosette et de pierre calamine ou terre calaminaire (oxyde de zinc), en quantité égale, ou deux parties de rosette sur une de calamine, fondues ensemble - il est aussi improprement appelé cuivre jaune[F 11].
- Lame - Anciennement, jet d'eau qui sort d'un seul ajutage, fort menu, et qui s'élève beaucoup[F 11].
- Langue - Anciennement, bout de tuyau de plomb aplati, monté à l'extrémité d'un robinet eu cuivre, et qui jette l'eau en nappe dans la cuvette d'une garde-robe[1],[F 12].
- Lanterne ou pignon - Anciennement, roue du cric qui est au haut du madrier servant à mouler les tuyaux[F 12].
- Liaison - Anciennement, alliage de l'étain avec du plomb pour en former de la soudure[F 12].
- Ligne d'eau - Anciennement, ouverture d'un tuyau qui est de la 144e partie d'un autre tuyau d'un pouce de diamètre, laquelle ouverture donne six pintes un quart d'eau par heure[F 12].
- Lime - Anciennement, sert à aviver les pièces de cuivre, telles que robinets, ajutages (aussi appelés ajoutoirs), avant de les souder à leurs tuyaux; Limer - On lime les ajutages des jets d'eau, les robinets des fontaines, pour enlever la superficie des endroits où l'on veut que la soudure s'attache, et, avant de les souder, on les étame[F 12].

## M

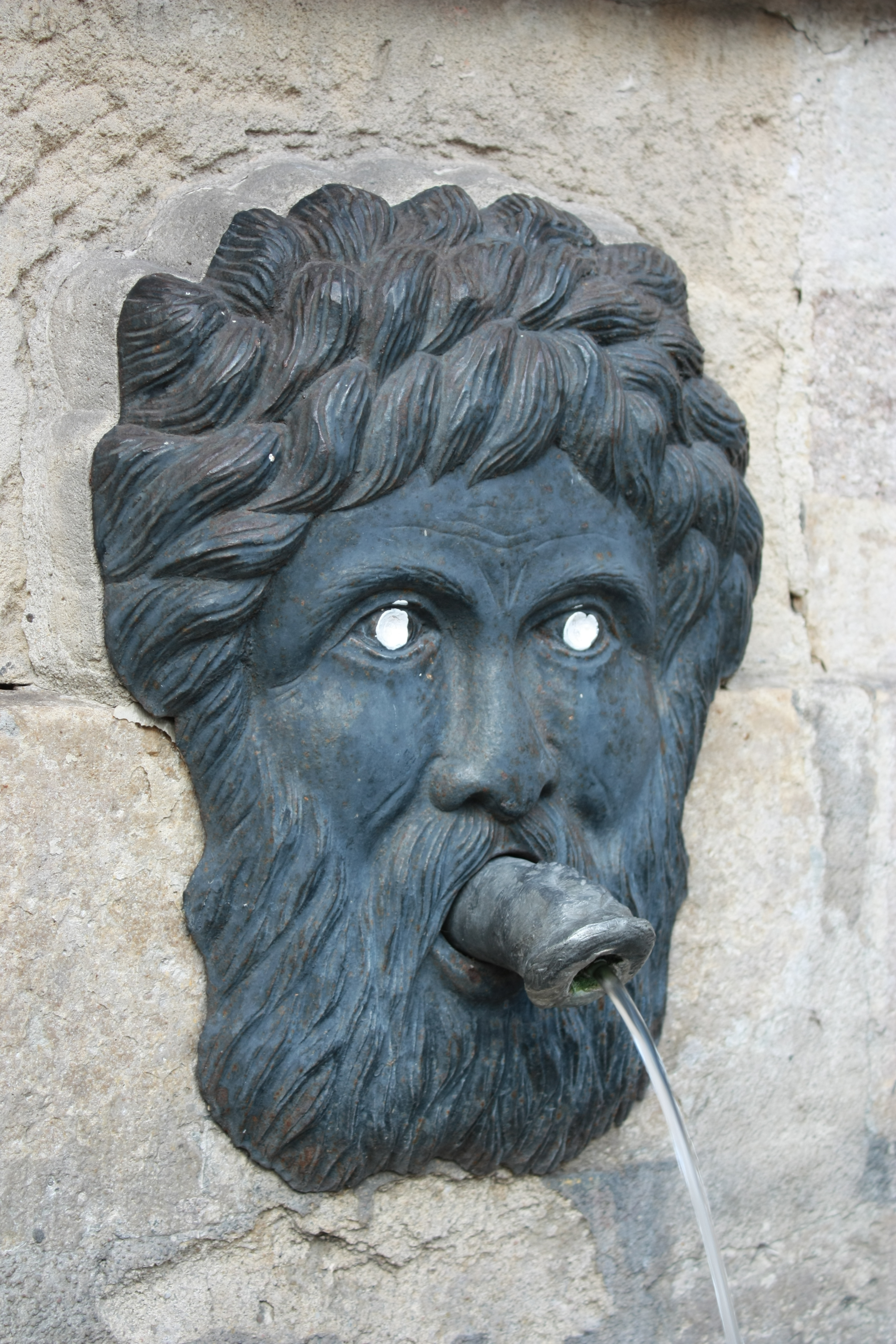
Fontaine de Montreuil, mascaron

- Madrier - Anciennement, longue table de chêne sur laquelle on pose le moule à tuyaux - Elle porte à une de ses extrémités un cric au-dessous duquel est une ouverture faite en forme de mortaise où l'on suspend le moule[F 12].
- Manchon - Anciennement, cylindre en cuivre rouge que l'on rapporte à l'intérieur d'un corps de pompe en bois, à l'endroit où est placé le piston pour rendre son frottement plus doux, et pour qu'il ferme bien hermétiquement[F 12].
- Mascaron - Tête grotesque ou masque que l'on place à l'orifice d'un tuyau ou arrive l'eau d'une fontaine[F 12].
- Mastic - Anciennement, mélange de poix-résine fondue et de ciment fin dont on enduit de la filasse, et avec lequel on enveloppe les nœuds ou joints des tuyaux de grès pour conduite - Il sert aussi à d'autres usages, tels que pour boucher la jointure à l'extrémité d'un tuyau; ce qu'on nomme collet[F 12].
- Moise - Anciennement, nom des bourrelets observés au milieu d'un corps de pompe en cuivre, pour y placer le collier en fer qui doit le fixer en place[F 13].
- Moufflettes - Anciennement, poignée mobile, composée de deux morceaux de bois creusés en dedans, dont on se sert pour prendre le fer à souder quand on le retire du feu pour appliquer et étendre la soudure[F 13].
- Moule à tuyaux - Anciennement, cylindre creux, ouvert par les deux bouts: il porte par un de ces bouts un entonnoir qu'on appelle jet, par lequel on verse le plomb dans le moule - Il est fait de potin, qui est un composé d'excréments de cuivre jaune allié avec du plomb; Mouler un tuyau - Jeter du plomb fondu dans un moule pour en former un tuyau[F 13].
- Moulinet - Anciennement, croix de fer à quatre branches, par le moyen de laquelle on met le cric en mouvement pour faire entrer ou sortir le boulon dans le moule à tuyaux[F 13].

## N
- nœuds - Anciennement, certaine quantité de soudure ramassée entre deux tuyaux aboutis l'un contre l'autre, pour les attacher ensemble, et empêcher que l'eau n'en sorte[F 13].
- noyau - Anciennement, cylindre que l'on place au centre du moule dans lequel on coule les tuyaux de plomb - Aussi une masse de terre composée que l'on met dans un châssis, pour mouler le creux d'un mascaron ou d'une autre figure en plomb[F 13].

## O
- oreilles - Anciennement, Nom des saillies observées à un porte - clapet dans lesquelles passent les vis[F 13].

## P
- Palier - Anciennement, segment de sphère en cuivre dont on se sert dans les machines, pour faciliter le mouvement horizontal de deux parties l'une sur l'autre: tel est l'arbre d'une armature de pompe sur son châssis[F 14].
- Pertuis - Trou par où se perd l'eau d'un bassin, d'une fontaine, d'un réservoir[F 11].
- Pieu - Anciennement, morceau de bois appointé d'un bout et arrondi de l'autre, servant à boucher l'orifice du bas d'un tuyau d'aspiration, afin d'empêcher la vase d'y entrer[F 14].

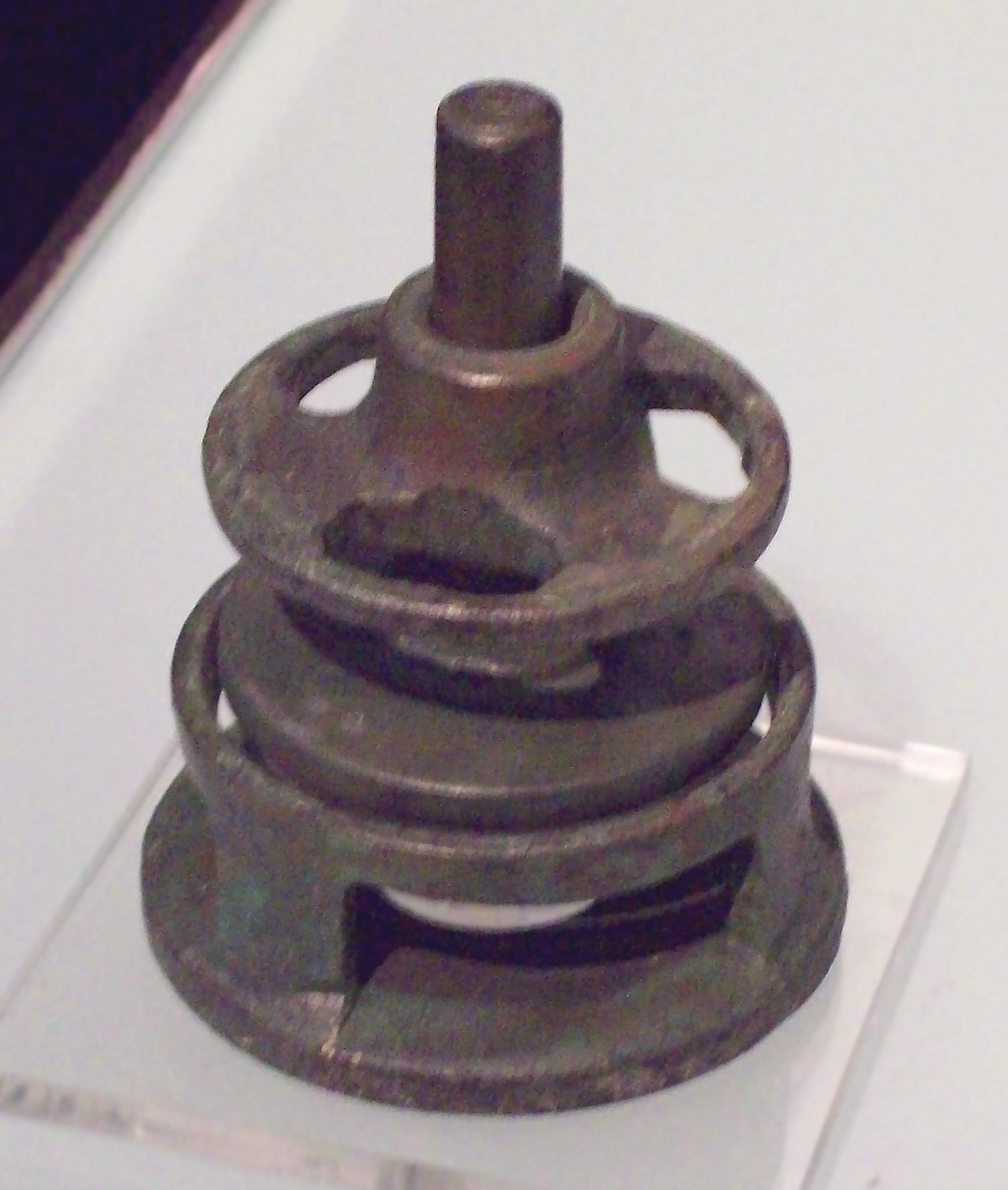
Piston de pompe hydraulique romaine. Ier siècle à IIe siècle Fonte. Mine de Sotiel Coronada. Calañas. Espagne

- Piquer - Anciennement, action d'ajouter un robinet sur une conduite[F 14].
- Piston - Anciennement, corps cylindrique, solide ou percé, avec ou sans soupape à l'intérieur, attaché à l'extrémité d'une verge ou tringle de fer ou de bois qu'on lève et baisse alternativement dans le tuyau ou corps d'une pompe par le moyen d'un balancier, pour aspirer et faire monter l'eau; Piston de pompe - Pièce de cuivre, ou un morceau de bois tourné garni de cuir au pourtour et cerclé en cuivre, auxquels est attachée la tringle du balancier qui les fait monter et descendre - Ce piston est évidé et garni d'un clapet, lorsqu'il fait le service d'une pompe aspirante, et il est plein lorsqu'il fait celui d'une pompe foulante. Piston de garde-robe - Anciennement, masse de cuivre cylindrique sur laquelle est montée une tige coudée pour la lever, et qui sert à fermer hermétiquement l'orifice ou ouverture par où se vide une cuvette à l'anglaise; Piston à coulisseau - Semblable masse de cuivre montée sur une armature, et qui sert à fermer hermétiquement l'orifice des cuvettes ou des pots de garde-robe[1]; Piston à crochet - celui qui sert à des pots de demi-anglaise, auquel est soudé un anneau pour le lever avec un crochet - On donne aussi le nom de piston à la pièce mouvante d'une soupape de fond[F 14].
- Planer - Anciennement, dresser une table de plomb, en ôter les inégalités, après qu'elle a été coulée sur le sable, ce qui se fait avec une plane de cuivre[F 14].
- Plomb - Métal d'un blanc bleuâtre et brillant, mou et malléable. On l'emploie de différentes épaisseurs, selon le diamètre que doivent avoir les tuyaux, et l'usage auquel ils sont destinés - Anciennement, le plomb se façonne de trois manières: la première en le coulant sur le sable, laquelle à l'inconvénient que les tables ne sont jamais bien égales d'épaisseur; la seconde en le coulant sur une pierre; cette méthode à l'avantage de procurer des tables d'une égale épaisseur; la troisième manière est de le passer au laminoir, ce qui lui donne une parfaite égalité dans toutes ses parties[F 15]. - Anciennement, le plomb à différentes dénominations: Plomb noir - plomb dans l'état où il est sortant de la mine, et c'est celui qui est préféré dans les arts. Plomb en table - Plomb qui est fondu et coulé à plat sur une table couverte de sable bien uni - Sa largeur ordinaire est depuis 15 pouces jusqu'à 90 pouces, et son épaisseur plus ou moins forte, suivant les choses à quoi il peut être destiné. Plomb en saumon ou navette - Voir Saumon; Plomb laminé - Plomb qui a été pressé également entre deux cylindres et qui, par cette compression uniforme, perd en qualité et acquiert une épaisseur parfaitement égale[F 15].
- Plume - Anciennement, nom d'une pièce de cuivre qui est dans l'intérieur à un des bouts du moule à tuyau, et qui à la forme d'un bec de plume: elle est faite pour la continuation du tuyau que l'on fond[F 15].
- Poêle - Anciennement, espèce de chaudière de fonte large et profonde, servant à jeter du plomb fondu dans un moule pour former les tuyaux sans soudure[F 15].
- Poignée - Anciennement, morceau de vieux chapeau qui sert à prendre la plane et autres outils lorsqu'ils sont chauds pour ne pas se brûler les mains; Poignée - Partie supérieure d'une clef de robinet sur laquelle on pose la main pour la faire tourner dans son boisseau[F 15].
- Poix-résine - Anciennement, sert à frotter la soudure pour empêcher que le fer à souder que l'on applique dessus lorsqu'il est chaud, ne s'y étame.
- Polastre - Anciennement, deux bandes de fer attachées ensemble avec deux clous, qui s'ouvrent et se ferment à volonté - Cet instrument, rempli de charbon allumé, s'applique sur les fractures du tuyau que l'on veut réparer pour le sécher, afin que la soudure s'y applique mieux[F 16].
- Pomelle - Anciennement, petite plaque de plomb percée de plusieurs trous, fermant l'orifice d'un tuyau[F 16] - Voir Crapaudine

Pompe à bras. Ici une pompe aspirante.

- Pompe (Pompe à bras) - Machine composée de tuyaux cylindriques de bois, de plomb ou de potin, d'un piston et de soupape, dont on se sert pour puiser l'eau et l'élever - Il y en a de différentes espèces; savoir: la pompe aspirante, la pompe refoulante, la pompe aspirante et refoulante, la pompe à cylindre et la pompe noyée - Toutes ces pompes se meuvent, soit à bras par une bascule, soit par eau, soit par un manège; le mécanisme en diffère selon leur position[F 16]:
  - Pompe aspirante ou ordinaire - Pompe qui agit par le moyen de la pression de l'air - Anciennement, elle aspire jusqu'à 32 pieds de hauteur du niveau de l'eau - Dans le corps du tuyau cylindrique est renfermé un piston percé, garni d'une soupape ou clapet[F 16].
  - Pompe refoulante - Pompe qui élève l'eau de même que la précédente - Son piston, au lieu d'avoir un clapet, est massif et agit dans le tuyau d'aspiration; sous ce piston est un clapet et un coude pour que l'eau puisse s'échapper, lorsqu'elle est comprimée par le piston[F 16].
  - Pompe aspirante et foulante - Pompe qui fait le service des deux précédentes - on en fait usage pour élever l'eau où on peut désirer dans les divers étages d'une maison[F 16].
  - Pompe à cylindre - Pompe semblable à la pompe refoulante, excepté que le corps de pompe est fermé par une boîte nommée suffinboc, dans laquelle passe une tringle en cuivre que l'on nomme cylindre, à laquelle est fixée le piston[F 16].
  - Pompe noyée ou élévatoire - Pompe la plus simple de toutes comme la moins sujette à entretien, monte l'eau à une grande hauteur; elle se place au fond du puits; le piston qui est plein agit au bas du corps; l'eau entrant par des ouvertures faites dans la pompe au-dessus du piston est foulée et élevée par lui, puis retenue par un clapet qui est placé au-dessus de ce piston[F 16].
- Pomper - Anciennement, mouvoir le piston d'une pompe pour faire monter l'eau[F 17].
- Porte-soudure - Anciennement, Nom d'un quart d'aune de coutil plié en quatre, avec lequel on relève la soudure[F 17].
- Portée - Anciennement, pièce de cuivre qui est de la grosseur de la plume du moule à tuyaux, et qui entre dans son intérieur pour en boucher l'extrémité inférieure et empêcher que le plomb n'en sorte - Elle ne reste qu'une seule fois dans le moule, c'est lorsqu'on commence le tuyau: une fois qu'il y en a un de fondu, on la tire du moule avec le bout du tuyau, et c'est alors le tuyau lui-même qui bouche l'extrémité du moule[F 17]
- Pot - Anciennement, cuvette de forme conique tronquée, que l'on emploie pour les garde-robes demi-anglaises[F 17].
- Potin - Anciennement, métal factice composé de l'excrément du cuivre jaune et de quelque mélange de plomb, d'étain et de calamine; il est aigre, cassant, et ne peut souffrir les coups du marteau[F 17].
- Pouce-d'eau - Anciennement, ouverture d'un pouce de diamètre par laquelle l'eau sortant sans être forcée, donne quinze pintes d'eau par minute - ce qu'on nomme pouce de fontainier[F 17].

## Q
- Queue de renard - Anciennement, longue traînasse de racines qui entrent dans les tuyaux de conduite et les engorgent, et qu'on en retire au moyen d'une sonde à tire-bourre[F 17].

## R
- Raccordement - Anciennement, réunion de deux tuyaux de diamètres inégaux par le moyen d'un collet[F 17].
- Raccorder - Anciennement, faire un raccordement par un nœud de soudure[F 18].
- Rainure - Anciennement, petite cavité qui se trouve formée par les chanfreins qu'on fait sur les deux épaisseurs d'une table de plomb lorsqu'elle est roulée pour faire un tuyau physiqué[F 18].
- Rape - Anciennement, espèce de lime servant à unir les soudures[F 18].
- Renard - Anciennement, dans les bassins ou réservoirs, une petite ouverture ou fente par où l'eau se perd, et qu'on a de la peine à découvrir[F 18].
- Reprise - Anciennement, action de mettre de la soudure pour boucher une crevasse qui s'est faite sur un tuyau de conduite[F 18].
- Réservoir - Bassin où l'on amasse un dépôt d'eau, pour la distribuer ensuite à des fontaines, jets d'eau, nappes d'eau, cascades, etc.[F 18].

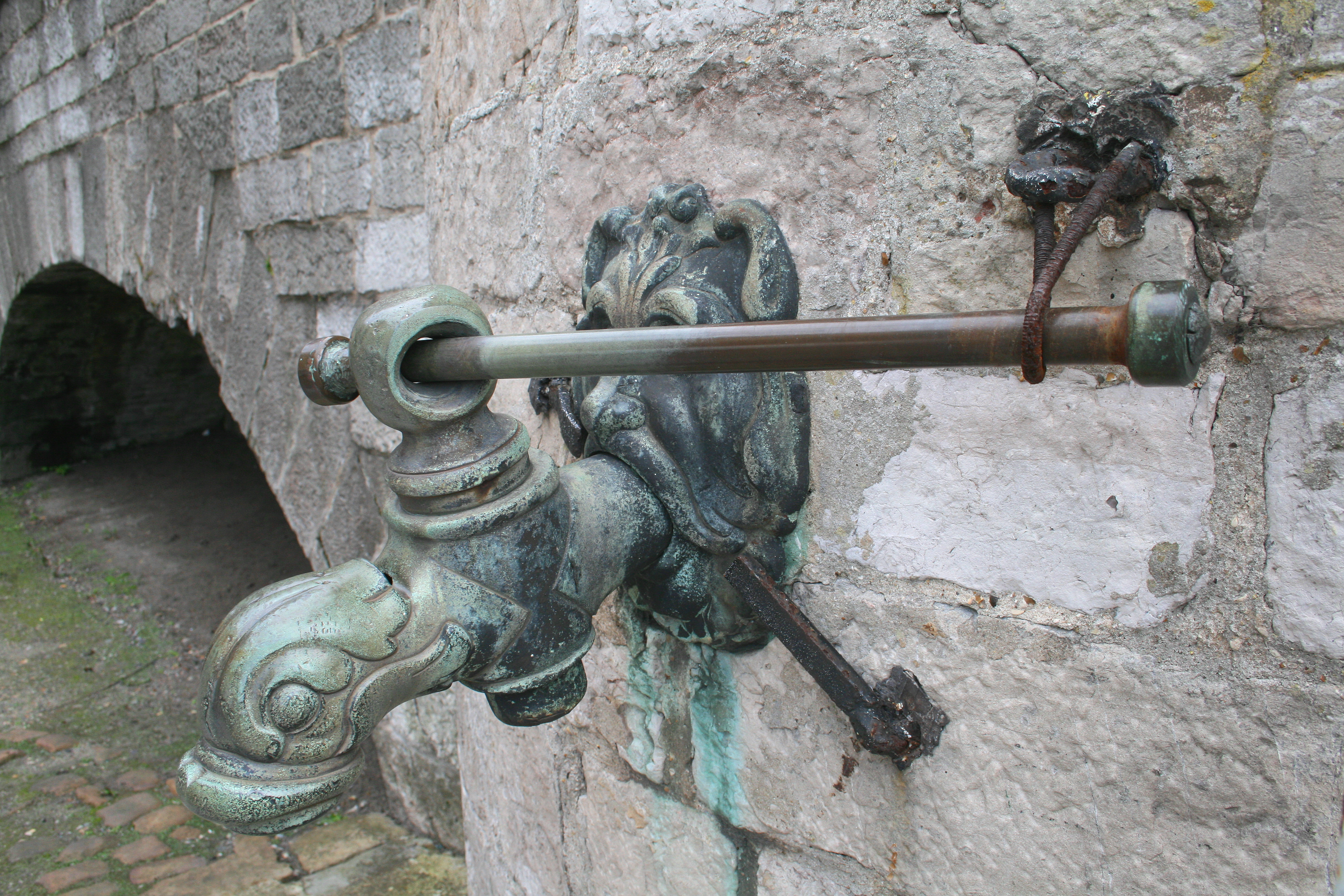
Gravelines - Robinet à tête de la citerne de Freville, Gravelines, XVIIIe siècle(?)

- Robinet - Anciennement, clef d'un tuyau de fontaine servant à retenir ou à lâcher l'eau, suivant le côté qu'on la tourne. Il y en a de plusieurs sortes: les uns sont à une eau, les autres à deux, les autres à trois eaux[F 19]:
  - Robinet à tête - Anciennement, Robinets ordinaires soudés à l'extrémité d'un tuyau de conduite, dont la clef est en forme de béquille, et l'extrémité du robinet en forme de tête ciselée[F 19].
  - Robinet à deux eaux - Anciennement, gros robinet de cuivre que l'on soude sur une conduite au droit d'un regard, et dont la clef à deux ouvertures dans lesquelles passent l'eau d'arrivée et l'eau de sortie, ce qui lui donne le nom de robinet à deux eaux[F 19].
  - Robinet à trois eaux - Anciennement, robinet qui diffère du précédent en ce qu'il a un embranchement qui donne de l'eau à une seconde conduite, et que la clef à trois ouvertures; une pour l'eau d'arrivée et deux pour sa sortie[F 19].
  - Robinet de garde-robe[1] - Anciennement, robinet de cuivre, compose d'un boisseau avec bride, d'une clef avec tige et sa poignée - Il sert à conduire l'eau dans la cuvette pour la nettoyer[F 19].
  - Robinet à trois clefs - Anciennement, robinet de garde-robe à deux ou trois eaux, qui porte un embranchement auquel est ajouté un canon de propreté[F 19].
  - Robinet flotteur - Robinet dans une chasse d'eau gravitaire. Anciennement, robinet dont la clef est sur le côté, et à laquelle est ajoutée une longue tringle terminée par un globe de cuivre, laquelle tige baisse ou lève selon que l'eau augmente ou diminue dans le réservoir, et qui conséquemment ouvre ou ferme la clef selon l'élévation de l'eau[F 19]. Voir aussi Flotteur.
  - Robinet en cul de lampe - Anciennement, robinet qui jette l'eau par le bas pour le service d'une baignoire[F 19].
  - Robinet en col de cygne - Anciennement, robinet dont la clef est courbée et ordinairement ciselée de la forme d'un bec de cygne; il jette l'eau, par le bas ou par le haut, dans une baignoire[F 19].
- Rond de cuir - Anciennement, bourrelet de cuir de bœuf graissé, que l'on place aux extrémités de deux tuyaux qui sont joints par des brides pour, en les serrant par des vis, rendre la pression plus élastique et empêcher l'eau de sortir[F 19].
- Rondelles - Anciennement, deux pièces rondes en cuivre qui forment les deux bouts du moule à tuyaux - Au milieu de ces rondelles sont placées les deux portées qui tiennent le boulon ou noyau du tuyau suspendu au milieu du moule, et qui règlent l'épaisseur du plomb; Rondelle - Anciennement, rond de fer ou de cuivre percé au milieu pour le passage du bout de la clef d'un robinet, et que l'on rapporte pour adoucir le frottement qui se fait en tournant la clef[F 19].
- Rosette - Anciennement, cuivre rouge pur et sans mélange, tel qu'il sort de la mine - On le tire de la Suède, de la Norvège et de la Hongrie[F 19].

## S
- Saumon - Anciennement, plomb lorsqu'il sort des mines, parce qu'il est en petites tables d'un pied et demi de long sur huit pouces de large, qui pèsent environ 10 livres et sont marquées au poinçon des différentes mines d'où elles viennent[F 19].
- Serpe - Anciennement, outil de fer acéré, courbe et tranchant d'un côté, ayant un long manche de bois et servant à couper les tables de plomb[F 20].
- Sonde et sonde à tire-bourre - Anciennement, plusieurs baguettes de fer unies par deux anneaux qui entrent l'un dans l'autre; au bout de cette sonde est un tire-bourre qui sert à arracher tout ce qui se rencontre dans les tuyaux de conduite et qui les obstrue[F 20].
- Souder - Joindre les extrémités de deux tuyaux ou les deux rives d'une bande de plomb pour en former un tuyau; c'est aussi ajouter un robinet à un tuyau, ou bien encore réunir une table de plomb à une autre; Souder en long - Anciennement, soudure que l'on fait dans la longueur d'un tuyau fait avec du plomb en table[F 20].
- Soudure - Anciennement, Alliage d'étain et de plomb composé d'environ un tiers d'étain et deux tiers de plomb, plus ou moins selon le degré de finesse qu'on veut donner à cet alliage plus commun sert à souder les tuyaux et les collets, et le plus fin sert à « physiquer » des tuyaux ou à souder du cuivre avec du plomb[F 20].
- Soufflure - Anciennement, cavité qui se forme dans le plomb et dans le cuivre lors de leur fonte[F 20].
- Soupape - Anciennement, platine de cuivre et de cuir de forme ronde et convexe, conique ou cylindrique, servant à ouvrir et fermer une conduite - Lorsqu'elle est plate on l'appelle clapet; Celles que l'on place dans le fond des réservoirs sont coniques, et s'ouvrent et se ferment par le moyen d'une vis ou d'une bascule[F 20]; Soupape de fond - soupape en cuivre composée d'un piston, au milieu duquel est une tige qui lui sert d'arrêt, et d'un châssis dans lequel il entre; elle sert à vider une baignoire[F 20].
- Suffinboc (mauvaise transcription de l'anglais Stuffing box) (Presse-étoupe) - Boite en cuivre faite de deux pièces se montant à vis, percée d'un trou rond au milieu pour le passage de la tringle, et rivée sur une bride à trois oreilles; le dedans est rempli de chanvre et de graisse ou de plusieurs ronds en cuir - Le suffinboc se rapporte sur la tête d'un corps de pompe à cylindre en remplacement des cuirs et d'une bride ordinaire; il sert à rendre le frottement plus doux, à boucher hermétiquement le haut de la pompe, et par la facilité qu'on a de le déposer et le regarnir, il sert encore à diminuer les frais de réparation[F 20].
- Siphon - Anciennement, nom d'une sonde qui sert à dégorger les tuyaux de conduite[F 21].

## T
- Tambour - Anciennement, tuyau de plomb dont les deux extrémités sont de différents diamètres, pour joindre ou raccorder deux tuyaux de différentes grosseurs[F 21].
- Tampon
  - Tampon - Anciennement, morceau de bois tourné circulairement avec feuillure pour fermer le bout de la colonne au-dessus d'un corps de pompe[F 21].
  - Tampon - Voir Piston de garde-robe
- Tasseau - Anciennement, on donne ce nom à une traverse de bois sur laquelle est montée l'armature d'un piston pour une cuvette de garde-robe[1],[F 21].
- Tondin - Anciennement, gros cylindre de bois dont on se sert pour former et arrondir les tuyaux de plomb destinés à la conduite et à la décharge des eaux; il est plus ou moins long et gros, selon la longueur et le diamètre que l'on veut donner aux tuyaux[F 21].
- Tourniquet - Anciennement, c'est, à un robinet de garde-robe[1], une poignée montée sur une clef qui fait tourner le canon de propreté[F 21].
- Traverse - Anciennement, Nom d'une armature en cuivre composée de trois branches, sur laquelle est monté le coulisseau d'un piston de cuvette à l'anglaise[F 21].
- Tringle de Piston - Voir Verge[F 21].
- Tuyau - Anciennement, conduite en fer fondu, en cuivre, en plomb, en terre cuite ou en bois, dont on se sert pour faire passer l'eau d'un lieu à un autre[F 22].
  - Les tuyaux en fonte sont de différents diamètres et ont environ trois pieds de longueur, avec trois ou quatre oreilles percées à chaque extrémité par lesquelles on joint ces tuyaux au moyen d'autant de vis et leurs écrous, en mettant du cuir entre chaque jointure[F 22].
  - Les tuyaux en terre sont aussi de différents diamètres et de la même longueur que ceux de fonte; ils s'emboîtent à l'extrémité les uns dans les autres, et on garnit leur jonction de mastic fait avec de la poix, de la filasse et de l'étoupe, et quelquefois on les enveloppe d'une chape de mortier de chaux et ciment[F 22].
  - Les tuyaux en bois sont d'aulne ou d'orme aussi de différents diamètres, que l'on perce avec des tarières - on les emboîte les uns dans les autres comme ceux de terre[F 22].
  - Les tuyaux de plomb sont de deux sortes; les uns soudés, et les autres moulés
  - On fait aussi de cuivre rouge en planche, et de potain ou cuivre jaune fondu[F 22].
- Tuyau d'aspiration - Anciennement, Tuyau qui est placé entre le corps d'une pompe et le fond du puits, et dans lequel l'eau monte au moyen de l'air aspiré par le jeu du piston[F 22].
- Tuyau physiqué - Anciennement, tuyau formé d'une bande de plomb qu'on rabote et dresse à la varlope sur les deux côtés de son épaisseur, dont on abat les deux arêtes en chanfrein, ce qui forme, la bande étant roulée, une rainure que l'on remplit d'étain ou soudure - le nom de ce tuyau lui vient de la précision qu'il faut mettre à sa fabrication[F 22].
- Tuyau soudé en long - Anciennement, tuyau qui est fait avec du plomb en table, roulé, et dont la soudure, étendue sur le joint, forme une côte[F 22].

## V
- Valvule - Voir Soupape
- Ventouse - Anciennement, tuyau de plomb branché verticalement sur une conduite d'eau et attaché à un arbre, montant de quelques pieds plus haut plus que le niveau de l'eau du réservoir, pour soulager de longues conduites et empêcher les tuyaux de crever en facilitant l'issue des vents; Ventouses - Nom de petites ouvertures qui communiquent dans le dedans du moule à tuyau et qui servent à donner de l'air et à faire couler le plomb également[F 23].
- Verge - Anciennement, tringle en bois ou en fer, à laquelle est attaché le piston d'une pompe pour le faire mouvoir[F 23].
- Vis à Chapeau - Anciennement, sorte de vis qui sert à réunir les bouts des tuyaux de conduite, à fixer les porte-clapets et les brides de raccordement - Elle diffère des autres par sa tête, qui, au lieu d'être arrondie comme un champignon, est surmontée d'une tige carrée pour entrer dans la clef qui sert à la tourner[F 23].
- Vomir - Anciennement, on dit d'une figure ou masque de fontaine qui jette beaucoup d'eau, qu'il vomit[F 11].